# Colin Welland
Colin Welland (Liverpool, 4 juli 1934 – Londen, 2 november 2015) was een Brits acteur en scenarioschrijver.

## Levensloop en carrière
Welland werkte in zijn eerste jaren als leerkracht in Leigh (Greater Manchester). In 1962 speelde hij PC David Graham in de serie Z-Cars. In 1969 speelde hij in Kes. Hiervoor werd hij genomineerd voor een BAFTA. In 1971 speelde hij in Straw Dogs en een gastrol in The Sweeney. In 1979 was hij medescenarioschrijver van de film Yanks met Richard Gere. In 1982 won hij een Oscar voor de film Chariots of Fire. In 1989 schreef hij met anderen het scenario voor A Dry White Season.
Welland overleed in 2015 op 81-jarige leeftijd. Welland leed aan de ziekte van Alzheimer.

## Filmografie (selectie)
- 1969 · Kes
- 1971 · Straw Dogs
- 1979 · Yanks
- 1981 · Chariots of Fire, (Oscar voor beste originele scenario)